# Naruszewo (plaats)
Naruszewo is een dorp in het Poolse woiwodschap Mazovië, in het district Płoński. De plaats maakt deel uit van de gemeente Naruszewo.